# Герб Керчи
Герб Керчи — является одним из геральдических символов города-героя Керчи, которые включают в себя также флаг и гимн. В настоящее время существуют официально утверждённые сессиями горсовета народных депутатов Малый (20 июня 1996) и Большой (парадный) герб Керчи (19 октября 1999). Последний включает в себя изображение малого.

## Описание герба
Малый герб Керчи представляет собой изображение прямоугольного щита французского типа с характерными закруглениями в нижней части. Щит окрашен в красный цвет. На поверхности щита нанесено золотистой краской изображение Грифона — мифического существа с телом льва, крыльями и головой орла, а также с «s»-образным хвостом. Грифон изображён стоящим на задних лапах с поднятыми вперёд передними лапами. Под Грифоном золотистой краской изображён ключ с овальным кольцом, которое имеет выемки в верхней и нижней частях овала, ободком на стержне ключа в месте примыкания его к кольцу, и бородкой с крестообразным отверстием в центре. Изображения и детали грифона и ключа обведены чёрным контуром, щит обведен золотым бортиком — контуром. В изображении Малого герба сохранены традиции и особенности исторического герба Керчи — золотые Грифон и ключ на красном щите.
Парадный (большой) герб Керчи включает в себя изображение Малого герба в центральной части, наложенное на два скрещённых между собой морских адмиралтейских якоря чёрного цвета. Над Малым гербом по центру изображена императорская корона. С боков изображение Малого герба обрамлено золотыми дубовым (слева) и лавровым (справа) венками, трижды увитыми голубой Георгиевской (справа) и красной Александровской (слева) лентами. (Данное описание не случайно, так как в геральдике принято называть стороны так, как будто вы располагаетесь спиной к гербу.) Внизу под Малым гербом, в месте скрещивания ветвей, изображена медаль " Золотая Звезда " героя, которой город был награждён в 1973 году.

## История возникновения

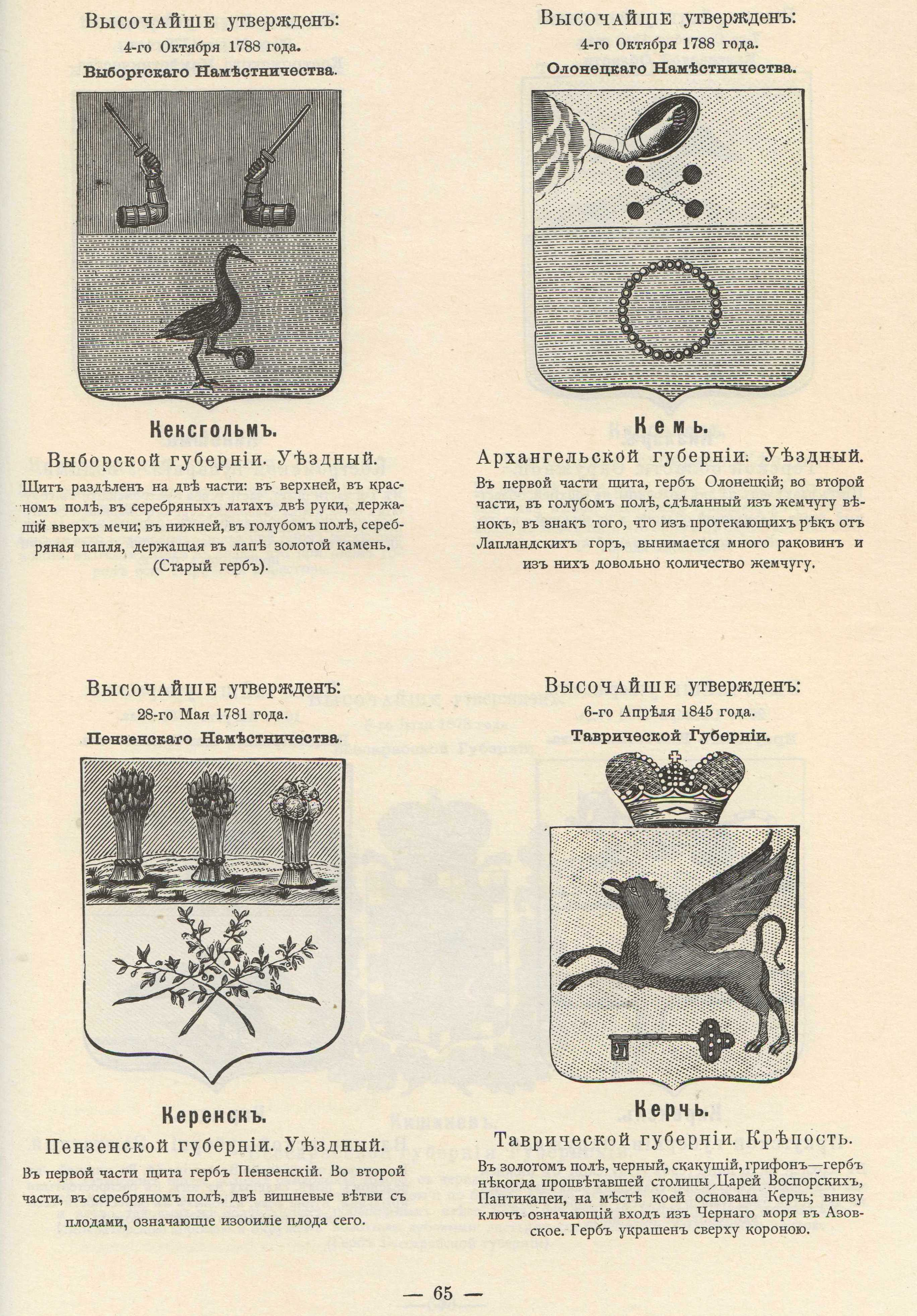
Первый, официально утверждённый, герб Керчи в правом нижнем углу на фото

Оформление герба города по правилам 1857 года. Рис. 1859 года

История становления городского герба Керчи насчитывает не одно столетие. Основным геральдическим символом города со времён древнего Пантикапея является Грифон. Это мифическое крылатое существо в головой орла и телом льва впервые появляется ещё на золотых и серебряных монетах Боспорского царства, раскопана в многочисленных склепах Пантикапея и других полисов Боспора.

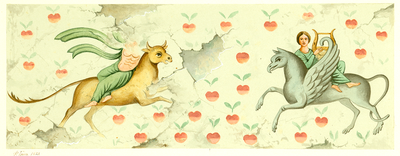
Гросс Ф. И. Прорисовка росписи склепа с раскопок Пантикапея, справа Аполлон верхом на грифоне, первая половина II в. н. э.. Задняя стена "Склепа 1875" на горе Митридад, над погребальной нишей.

17 ноября (по некоторым данным 6 апреля) 1844 года император Николай I утвердил герб Керчи в следующем описании: «Среди золотого поля чёрный скачущий грифон, служивший прежде гербом столицы царей Боспорских — Пантикапеи, на месте коей основана нынешняя Керчь. Внизу ключ, означающий вход у Керчи из Чёрного моря в Азовское. Герб украшен сверху короною.» В последующие времена герб претерпел некоторые изменения как в цветах так и в символике, сохранив однако основные элементы: Грифона, ключ, корону. Если изначально грифон формировался как комбинация орла и коня, то современный вариант - это гибрид орла и льва.
В период СССР существовало несколько вариантов герба, которые были оторваны от геральдических принципов и не были связаны с гербами дореволюционного периода истории Керчи.
В 1993 году управлением архитектуры и градостроительства Керчи была предпринята попытка воссоздания герба города. Ряду художников города предложили представить свои эскизы и предложения. После рассмотрения эскизов на городском градостроительном совете, прошёл отбор лучших предложений. В результате был сделан заказ на разработку герба городской студии Союза дизайнеров «Viktor Design». Автором разработки стал дизайнер-график Е. Глухой. В ноябре 1994 г. проект нового герба был одобрен исполкомом городского совета и 20 июня 1996 г. малый герб Керчи был утверждён городским советом.
Большой (парадный) герб появился впервые на праздновании Дня города 18 сентября 1999 года и был утверждён горсоветом 19 октября 1999 года.
В настоящее время Большой и Малый герб Керчи активно используются как один из основных геральдических символов города.

## Трактовка символики
В геральдике цвету на гербе придают конкретные символические значения со множеством толкований. Золото означает христианские добродетели — веру, справедливость, милосердие и смирение, а также мирские качества — могущество, знатность, постоянство, богатство. Красный цвет соответствует мужеству, смелости, любви и великодушию; чёрный  — осторожности, постоянству в испытаниях и мудрости. Помимо этого красный цвет в гербе может трактоваться как кровь, пролитую за отчизну, церковь или государя.
Основным элементом большого (парадного) герба всегда является малый герб. Ключ, изображаемый на малом гербе символизирует город — ключ от Чёрного и Азовского морей. Грифон символизирует античное прошлое Керчи и является естественным символом города с древних времён. Герб Керчи венчает императорская корона, присвоенная ему как самостоятельному Керчь-Еникальскому градоначальству, имеющему особый статус и подчинённому непосредственно министерству внутренних дел империи. Подобных городов в Российской империи было всего 8. (Москва, Санкт-Петербург, Керчь, Одесса, Севастополь, Николаев, Ростов на Дону, Баку). В современном гербе корона символизирует историческое значение Керчи и преемственность поколений. Якоря на большом гербе символизируют Чёрное и Азовское моря, морской и торговый порты Керчи, судостроение и судоремонт. Скрещение якорей символизирует Керченский пролив. Медаль «Золотая Звезда» является символом героического прошлого города — героя.